# Thrypticomyia nigeriensis
Thrypticomyia nigeriensis är en tvåvingeart som först beskrevs av Alexander 1921.  Thrypticomyia nigeriensis ingår i släktet Thrypticomyia och familjen småharkrankar. Inga underarter finns listade i Catalogue of Life.